# William G. Morgan
William G. Morgan (23. ledna 1870 Lockport, New York – 27. prosince 1942 tamtéž) byl vynálezce volejbalu.

## Život
Narodil se v Lockportu ve státě New York ve Spojených státech amerických. Během studií v Springfieldu v Massachusetts potkal v roce 1892 Jamese Naismitha, vynálezce košíkové. Stejně jako Naismith budoval svou kariéru v oboru tělesné výchovy v Křesťanském sdružení mladých lidí (YMCA) a pod vlivem Naismitha a jeho košíkové v roce 1895 vymyslel v Holyoke v Massachusetts nový sport „Mintonette“, zamýšlený jako vhodný pro starší členy YMCA.
Sport byl později Alfredem S. Halsteadem přejmenován na „volleyball“, od čehož se odvozují i české názvy odbíjená a volejbal.
William Morgan zemřel v roce 1942 a dnes jeho jméno nese základní škola v Holyoke.